# Церковь Святых Архангелов Михаила и Гавриила (Брэила)
Церковь Святых Архангелов Михаила и Гавриила (рум. Biserica Sfinții Arhangheli Mihail și Gavriil) — приходской храм Нижнедунайской архиепископии Румынской православной церкви, расположенный в центре Брэилы.

## Описание

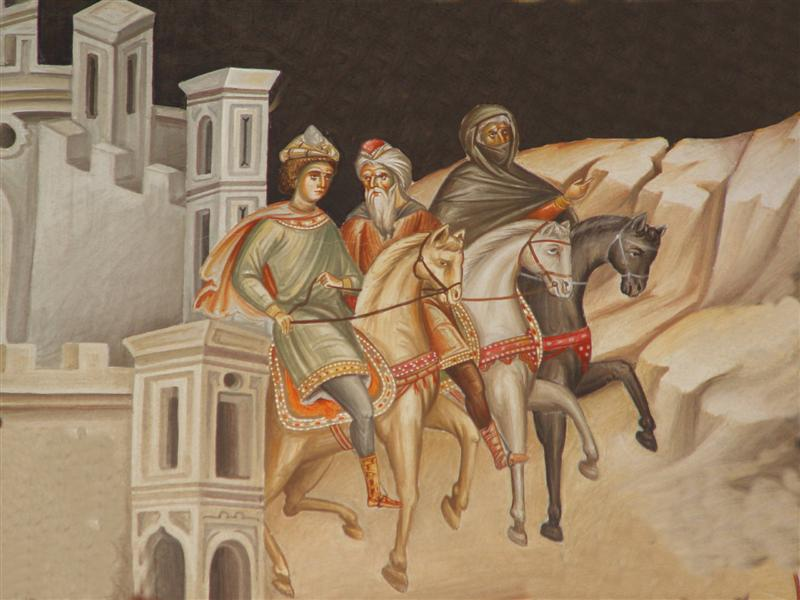
Внутренняя фреска

Церковь, считающаяся самой старой в Брэиле, первоначально была построена как мечеть. Точная дата постройки неизвестна. Отсутствие каких-либо барочных украшений в старой части здания предполагает дату до 1750 года, когда территория находилась под управлением Османской империи. Согласно некоторым источникам, строительство мечети началось в 1667 году, вопреки международным соглашениям, и та, которая в конечном итоге была завершена, как сообщается, была возведена тайно. Впервые она стала православной церковью с 1808 по 1810 год. После победы России над османами в русско-турецкой войне и последующего Адрианопольского мирного договора, который передал город под контроль Валахии, а также по инициативе великого князя Михаила Павловича здание окончательно стало церковью. Намерение состояло в том, чтобы напомнить жителям об их освобождении от турецкого контроля, и в 1831 году епископ Бузэу по просьбе великого князя послал архимандрита освятить церковь. Это было сделано в Торжество православия, после строительства алтаря. Сегодня это единственная бывшая мечеть в стране, преобразованная в православную церковь, а также единственная церковь на юго-востоке Румынии, не имеющая куполов.
Мечеть была построена из самана, а после того, как она была превращена в церковь, при строительстве апсиды был использован обожжённый кирпич. Восточные окна были закрыты, а узкие окна северного и южного концов были заменены большими закруглёнными вверху. Следы верхних окон мечети, теперь заложенных кирпичом, можно увидеть под кладкой. В 1862 году церковь была расширена на 7 метров на запад, что придало ей ее нынешнюю форму и размеры. В 1922 году внешние стены были переделаны, саман был уже заменён прессованным кирпичом. В 1935 году постоянная плесень внешних стен была устранена путём замены кирпича и оставления вентиляционной шахты между слоями. Глинобитный минарет был снесён в 1829 году и заменён деревянной колокольней, которая сгорела однажды ночью в 1885 году. Была построена еще одна деревянная колокольня, которая в свою очередь была заменена в 1923 году нынешней кирпичной колокольней в румынском стиле. Также в церковь из России были привезены три колокола, изготовленные из переплавленных турецких пушек, захваченных во время осады Силистрии 1829 года. Они треснули, когда колокольня загорелась в 1885 году, но были перелиты церковной администрацией, однако были разрушены немецкой армией во время осады Брэилы в июне 1917 года во время Первой мировой войны.
Часть бывшей мечети поддерживается дубовыми пилястрами, помещёнными в стены снаружи и отдельно стоящими внутри. Потолок украшен деревянными балками в восточном стиле. Его центральная часть в какой-то момент была покрыта лепниной, а в центре потолка, как это принято, была изображена фигура Христа Пантократора. В иконостасе находится серебряная позолоченная икона архангела Михаила в деревянной раме. Она была выполнена в России и подарена великим князем Михаилом в 1834 году вместе с несколькими религиозными книгами в кожаном переплёте, написанными на старославянском языке. Икона была украдена в начале XX века, но потом была возвращена румынской полицией. Первоначально церковь была посвящена только Михаилу, позже к её названию было добавлено имя архангела Гавриила.
С началом установления коммунистической власти в Румынии предполагалось снести церковь, но благодаря настойчивости священника, несмотря на угрозы со стороны властей, она была сохранена.
Церковь включена в список исторических памятников Министерством культуры и религиозных дел Румынии.